# Chorzów
Chorzów (tysk Königshütte) er en by i Øvre Schlesien i Polen. Byen har et areal på 33.2 km/2 og er hjemby for 108.640 indbyggere (2016) Den ligger i det voivodskabet śląskie, og er del af det øvreschlesiske industriområde.